# سلام‌الله جاوید
سلام‌الله جاوید پزشک، از فعالان جنبش چپ ایران، وزیر کشور و استاندار آذربایجان در حکومت ملی آذربایجان بود. در دیماه ۱۳۲۵ دستگیر شد و در دادرسی ارتش به ۲ سال حبس محکوم شد ولی شاه بلافاصله او را عفو کرد و آن‌ها دوباره کارهای خویش را ادامه دادند. او از روز انتصاب به وزارت در خفا هم با سفارت آمریکا در تهران و هم با شاه ارتباط مستقیم داشت. او مؤلف آثاری در زمینه پزشکی و بهداشت، آموزش زبان ترکی و فرهنگ مردم آذربایجان است.

## فرقه دمکرات
قبل از انتشار بیانیه ۱۲ شهریور ۱۳۲۴، که خبر از تشکیل فرقه دموکرات آذربایجان می‌داد، جاوید از اقداماتی که منجر به پیدایش این حزب شده بود، خبر نداشت. پس از آن، او را از تهران به تبریز فرا خواندند و در همایش اول فرقه (۱۰–۱۲ مهر ۱۳۲۴) به عضویت کمیته مرکزی و دفتر سیاسی درآمد و در کنگره ملی که مجلس مؤسسان نامیده شد (۲۹–۳۰ آبان ۱۳۲۴)، عضو هیئت ملی ۳۹ نفری، که عالی‌ترین مقام اجرایی فرقه بود، شد. این هیئت در ۲۱ آذر ۱۳۲۴ جای خود را به مجلس ملی آذربایجان داد. جاوید در مذاکره با سرتیپ درخشانی، فرمانده لشکر آذربایجان، که به امضای توافقنامه ۲۲ آذر ۱۳۲۴ انجامید، شرکت داشت. او در ۲۱ آذر ۱۳۲۴ در دولت پیشه‌وری، به وزارت داخله رسید و تا امضای موافقتنامه ۲۳ خرداد ۱۳۲۵ بین مظفر فیروز (معاون سیاسی قوام السلطنه) و پیشه‌وری (که به انحلال حکومت ملی و تبدیل آن به سازمان اداری دولت مرکزی در آذربایجان انجامید) این مقام را حفظ کرد. زان پس بر اساس مادّه دوم همان موافقتنامه و با تأیید مظفر فیروز، که جاوید را «از طرفداران دولت مرکزی» می‌شناخت، به استانداری ایالت آذربایجان منصوب گردید. وی پیش از آن در دی ۱۳۲۴ در هیئت پانزده نفری منتخب مجلس ملی برای تدوین قانون اساسی حکومت فرقه شرکت داشت و به هنگام سفر پانزده روزه پیشه‌وری در رأس هیئتی به تهران قائم مقام او بود و از مظفر فیروز استقبال کرد و در مذاکرات سران فرقه با وی حاضر بود. ایرج اسکندری جاوید را جزو فراکسیون پنج نفری مورد اعتماد پیشه‌وری، که همه امور را حل و فصل می‌کردند، به‌شمار آورده است. جاوید در ۲۵ خرداد ۱۳۲۵، برای مذاکره با قوام السلطنه و بعضی از وزرا و مقامات حکومت مرکزی عازم تهران شد و پس از شرکت در مصاحبه‌های مطبوعاتی و سخنرانی در رادیو تهران به تبریز بازگشت.
او بعد از یک ماه ونیم اقامت در تبریز و رفتن به شهرهای دیگر استان برای اطلاع از نیازهای آن‌ها، در سی مرداد به اتفاق تعدادی از نمایندگان فرقه، از جمله حاجی علی شبستری (رئیس انجمن ایالتی)، برای ادامه مذاکرات روانه تهران شد. این سفر حدود دو ماه ونیم طول کشید. وی در این دوره در مذاکرات مربوط به مسائل مورد اختلاف با مقامات حکومتی به تبادل نظر پرداخت و با رجال و نمایندگان سازمان‌های سیاسی ملاقات کرد. سرانجام پس از فراهم آوردن مقدمات واگذاری زنجان به دولت مرکزی در ۱۳ آبان، حدود چهل روز مانده به سقوط حکومت فرقه، به تبریز بازگشت.
رهبری فرقه، در واکنش به هجوم ارتش به آذربایجان در ۱۹ آذر، به دو جناح منشعب شد: جناح پیشه‌وری ـ پادَگان که خواهان مقاومت مسلحانه و مبارزة چریکی فرسایشی بود؛ و جناح جاوید ـ شبستری، که طرفدار ترک مقاومت و تسلیم کامل بود. نظر اخیر با حمایت کنسول شوروی بر نظر دیگر غلبه کرد. پس از فرار و اختفای اکثر سران فرقه، زمام امور به دست جناح جاوید ـ شبستری افتاد و به قولی آنان به توصیه دولت شوروی ماندند تا مأمور اجرای امور مربوط به تسلیم به دولت باشند اما به گفته خود جاوید، وی برای جلوگیری از برادرکشی و خونریزی، خطر ماندن در شهر را به جان خریده بود. نوشته‌های وی و گزارشهای دیگران از آن روزها نیز کم و بیش مؤید این ادعاست.
جاوید که از طرف بعضی از سران فرقه و حزب توده و نویسندگان دیگر متهم به ارتباط داشتن با مأموران امنیتی ایران و مزدوری قوام و سوءاستفاده‌های مالی شده بود، پس از استقرار ارتش در آذربایجان، در ۲۵ آذر ۱۳۲۵ دستگیر و همراه شبستری به تهران برده شد و به دو سال زندان محکوم شد ولی با یک درجه تخفیف شاهانه، بعد از شش ماه، در ۶ مرداد ۱۳۲۷ آزاد گردید.
جاوید پس از آزادی از زندان به طبابت و تألیف و نوشتن خاطرات خود مشغول شد. او در خاطراتش از فرقه دموکرات کوشیده است ضمن یادآوری خدمات خویش، در مقابل اتهاماتی که به وی زده بودند از خود دفاع کند. گزارشهای مقامات امنیتی مندرج در پرونده ساواک جاوید، حاکی از آن است که آمد و رفتها و مراودات و فعالیت‌های وی، از همان سال آزادی از زندان تا واپسین ماه‌های حکومت پهلوی محلّ مراقبت مقامات مذکور بوده و دست کم یک بار زندانی شده است، اما به گفتة خودش، در دورة محمدرضا پهلوی شش بار زندانی شده است.

## تالیفات
- خاطرات دکتر سلام الله جاوید
- نهضت مشروطیت ایران و نقش آزادی‌خواهان جهان
- خود آموز زبان آذربایجانی و فارسی